# مهرة الهنائي
مهرة الهنائي اسمها بالكامل مهرة صالح الهنائي (من مواليد 23 أغسطس 2001) هي لاعبة جوجوتسو إماراتية. وهي بطلت المنتخب الإماراتي ونادي العين في رياضة الجوجوتسو،  مثلت الإمارات العربية المتحدة في دورة الألعاب الآىسيوية 2018م، وحصلت على الميدالية الفضية في منافسات  وزن 49 كجم للسيدات بعد خسارتها أمام زميلتها المراهقة جيسا خان من كمبوديا. وكانت الهنائي قد حسمت الجولة الأولى بالفوز على اللاعبة الأفغانية أريفا سينجار، وقامت بعد ذلك باخراج المنغولية بياما منكجرال بالافضلية وفي الدور قبل النهائي تغلبت على الفيتنامية ثي سانه مينه بنتيجة 14-0 اختيرت في 2019 ضمن  قائمة لاعبات المنتخب الإماراتي الناشئات تحت 18 سنة  لاعبي والمشاركات في بطولة العالم للجوجوتسو المزمع إقامتها في أبو ظبي.
مهرة تعد أول لاعبة إماراتية تحقق ميدالية فضية في الآسياد في مختلف الألعاب القتالية، ومهرة لديها العديد من الميداليات ، وقد ساعدت الأسرة مهرة وشجعتها فهي لديها أختان (مها وهنا) يمارسن  نفس الرياضة ، وقد بدأت مهرة في ممارسة رياضة الجوجوتسو في سن 12 عام تقريبًا ، وذلك عندما تم تقديم هذه الرياضة القتالية لأول مرة في مدرسة مريم بنت سلطان للبنات في العين من خلال برنامج المدارس التابع لأتحاد الإمارات للحوجوتسو.

## النوادي
نادي العين ومنتخب الإمارات العربية المتحدة  للجوجيتسو.

## الجوائز والتكريمات[10][13][14]
- الميدالية الفضية لفئة وزن 49 كيلوجراماً ضمن دورة الألعاب الآسيوية في جاكرتا 2018،
- الحصول على الميدالية الذهبية في بطولة العالم للناشين التي اقيمت في أبوظبي 2018م.
- جائزة أبوظبي العالمية كأفضل لاعبة إماراتية صاعدة. 2018م
- الميدالية البرونزية في بطولة العالم للجوجوتسو للشباب والتي استضافتها أبوظبي في عام 2019م
- الميدالية الذهبية في بطولة "أم الإمارات".
- الميدالية الذهبية في بطولة العين الدولية لمحترفي للجوجوتسو
- الميدالية الذهبية في بطولة دبي الدولية.
- الميدالية الذهبية في وزن 57 كجم في الحزام الازرق ضمن منافسات مهرجان المدارس في عالمية أبوظبي.
- الميدالية الذهبية فئة الحزام الأزرق وزن 52 كجم، بطولة ابوظبي العالمية لمحترفي الجوجوتسو.